# Помелина Фрегозо
Помелина Фрегозо (на итлаиански: Pomellina Fregoso; * 1387/1388, Генуа; † 1468, Монако) е дама (господарка на Монако) като съпруга на Жак I (1427 – 8 май 1454). Тя е и регентка на Монако няколко пъти по време на отсъствието на съпруга си между 1437 и 1441 г., както и между 1457 г. и март 1458 г. като настойничка на внучка си Клодин, господарка на Монако.

## Произход
Произлиза от много благородническата генуезка фамилия Фрегозо (понякога наричана още Кампофрегозо), която се гордее сред членовете си с няколко дожи и много влиятелни личности от Генуезката република. Баща й е дожът Пиетро Фрегозо (1330 † 1404), а майка й –  Теодора Спинола († 1370?) или Бенедета Дория. Има седем братя и сестри, някои от които – природени:
- Томазо (* 1370, † 1453), дож на Генуа 3 пъти
- Батиста (* 1380, † 1442), дож на Генуа
- Мартино, посланик и подест на Савона
- Бартоломео († 1457), политик, съпруг на Катерина Орделафи
- Спинета († 1425), военен, съпруг на Бенедета Дория и на Джиневра Манфреди
- Абрамо (†1433), политик
- Джовани, военен

## Биография

### Господарка на Монако
Помелина Фрегозо се омъжва за Жан I от Монако, от когото има три деца.
През 1419 г., след като Монако е окупиран от Генуа от 1357 г., нейният съпруг става съгосподар на Монако с братята си, но управлява сам от 1427 г. нататък. Монако е окупирано от Миланското херцогство през 1436 г., но е освободено, след което Жан I назначава Помелина Монако, за да управлява крепостта в негово отсъствие. Тя е първата съпруга на владетел на Монако, която играе важна роля. Жан I често отсъства и я оставя като де факто регентка.
Между 1437 и 1441 г. Помелина е регентка на Монако по време на честото отсъствие на съпруга си във военни действия в Италия. През този период Жан I е държан затворник от Филипо Мария Висконти, който заплашва да го убие, ако властта на Монако не му бъде предадена. През 1438 г. Висконти предава Жан I на херцога на Савоя Лудвиг Савойски и се съгласява с анексирането на Монако към херцогството. Жан I отказва да предаде Монако на Савоя и изпраща съобщение до Помелина да задържи Монако на всяка цена. Монако е подложено на неуспешна обсада от Лудвиг от 1439 до 1440 г., по време на която Помелина отговаря за крепостта и успешно устоява на обсадата. Тя успява да запази независимостта на Монако и все пак да осигури освобождаването на съпруга си. Жан I най-накрая е освободен през 1441 г. и му е позволено да се върне в Монако. Той обаче продължава да отсъства често в служба на Милано и Неапол.

### Регентка
Помелина овдовява на 8 май 1454 г. Преди смъртта си съпругът й регулира унаследяването на Монако и разрешава женското унаследяване, при условие че жената наследница запази собственото си име Грималди след брака и го предаде на децата си, а съпругът й вземе нейните име и герб. Жан I е наследен от техния син Каталан. Съобщава се, че Каталан е бил повлиян от майка си и от шурея си Пиеро Фрегозо, който произхожда от семейството на майка му.
Каталан няма мъжки наследник. В завещанието си заявява, че трябва да бъде наследен от дъщеря си Клодин, която (за да се приспособи към волята на баща си, че жена владетелка не трябва да води до промяна в династията), трябва да се омъжи за своя братовчед Ламбер. това става по-късно и Ламбер  става господар на Монако. Освен това Каталан назначава майка си Помелина Фрегозо за регентка на Монако до пълнолетието на дъщеря си и, в случай на смърт на Помелина Пиеро Фрегозо трябва да я наследи като регент на Клодин до нейното пълнолетие.
През юли 1457 г. Каталан умира, когато Клодин е на шест години, и Помелина става регентка на Монако в съответствие с писменото завещание на сина си. Въпреки това годеникът на Клодин Ламбер се противопостави на завещанието и поисква част от регентството и искането му е подкрепено от населението. Следователно на 20 октомври Помелина се вижда принудена да подпише изявление, в което трябва да сподели властта на регентство с Ламбер. След това тя се подготвя да изгони и убие Ламбер в преврат в сътрудничество с Пиеро Фрегозо и Пиер Грималди, господар на Бьой, последния от които тя обещава да направи тъст на Клодин. През март 1458 г. заговорът е организиран, но Ламбер успява да избяга: с подкрепата на населението на Мантон и Рокбрюн той сваля регентството на Помелина, затваря я в дома й в Мантон и се обявява за суверенен господар, както и за регент и притежател на правата на Клодин.

### Последни години
През януари 1460 г. заговор, инсцениран от Помелина, Пиер дьо Бьой и графа на Танд (отново с Клодин и нейните династични права в центъра), води до нападение срещу Монако и управлението на Ламбер, което се проваля.
През 1466 г. Помелина, която е събрала подкрепа сред населението на Мантон, успява да организира и подкрепи бунт срещу Ламбер в провинциите Мантон и Рокбрюн, който призова за подкрепа от губернатора на Ница. Ламбер успява да овладее въстанието едва през 1468 г. след смъртта на Помелина.

## Брак и потомство
∞ 1407 за Жан I Грималди (* ок. 1382, † 1454), господар на Монако (1395, 1419 – 1436 (съгосподар) и 1436 – 1454), от когото има двама сина и една дъщеря:
- Констанс Грималди;
- Каталан Грималди (* ок. 1415, † 1457), господар на Монако (1454 – 1457), ∞ за Бианка дел Карето (* 1432, † 1458), от която има една дъщеря;
- Вартоломей Грималди